# Ashes (Superflyの曲)
「Ashes」（アッシュズ）は、Superflyのデジタル・ダウンロード・シングル。ユニバーサルシグマからリリースされた。
タイトルの"Ashes"は英語で「灰」「燃え殻」などを意味する。

## 概要
リアレンジ楽曲を除くと、2022年12月28日にデジタル・ダウンロードでリリースされた「Farewell」から約10ヶ月ぶりのシングル。オリジナル・アルバム『Heat Wave』発売後としては最初の新曲となる。
本楽曲は、2023年10月15日からスタートしたTBS系テレビドラマ『下剋上球児』の主題歌として書き下ろされた。SuperflyがTBS系テレビドラマの主題歌を担当するのは、2019年4月 - 6月放送『わたし、定時で帰ります。』の「Ambitious」以来。また、「日曜劇場」枠のドラマ主題歌を担当するのは、2012年7月 - 9月放送『サマーレスキュー〜天空の診療所〜』の「輝く月のように」以来、実に約11年ぶりとなる。
楽曲について越智は、ドラマについて触れたうえで「ドキドキハラハラした気持ちを表現できるようなものを作れたら」とコメント。また、制作過程について、「情熱ってなんなんだ?! このことを、こんなにも真剣に考えながら過ごす日々はなかったので、新たな価値観に気づくきっかけをいただき、とても感謝しています。制作が終わったあと、自分自身がタフになったような、一つ成長できたような、そんな制作期間でした」と語っている。
なお、Superflyは越智の喉の不調により、2023年6月17日より開催される予定であった全国アリーナツアーの年内公演を中止し、それ以降は休養をとっていたが、同年9月14日のドラマ主題歌担当の発表時に復帰を宣言。同時に2024年2月からの全国アリーナツアー再開も発表した。
楽曲リリース日は『下剋上球児』第5話の放送日、配信開始時刻は同ドラマの終了6分後の時間にあたる。

## ミュージック・ビデオ
ミュージック・ビデオは、楽曲リリースから約2週間後となる2023年11月20日21時に、YouTubeのSuperfly公式チャンネル上でプレミア公開された。西洋系の屋敷で生活を続ける主人公の女性が、ループする日々から抜け出そうともがくストーリーを映した内容となっており、越智志帆もいわゆるストーリーテラーめいて映像に出演している。監督を務めたYUKARIは、「楽曲・歌詞から感じた『挑戦し続ける姿と信念』を描こうと思いました。(中略) 何度も何度も挫けずに挑戦する姿と、その先にある景色を、あえてわかりやすく、ストレートに表現しています」とコメントしている。
TBSの公式YouTubeチャンネルでは、ドラマの最終回放送前日の2023年12月16日にドラマの映像と合わせたスペシャルコラボMVが公開された。

## 評価
音楽系ライターの荻原梓は、総合カルチャーサイト「リアルサウンド」に寄稿したレビューで、曲調について、「Aメロの迷走するようなギターのリフ、低い位置をうごめくベース、Bメロの地を這うようなドラムロール。そこからサビでストリングスが華麗に飛び跳ねる、まさに“下剋上”と言うべき展開に、聴き終えると心が奮い立つような気持ちよさがある」とコメント。また、歌詞について、ひと言で表すなら「泥臭い」とし、〈全部投げ出し遠くへ行こうか〉や〈やけくそでもいいでしょ〉という負の感情を帯びた内容に注目し、「喉の不調により今年開催予定だったツアーの中止を余儀なくされたSuperflyにとって、こうしたネガティブな心情を掬い取ったメッセージは、非常にリアルだと言えるだろう。だが、そうしたマイナスのパワーを最終的にはしっかりとプラスへと変える力をこの曲には感じる」と、肯定的に評した。

## チャート成績
オリコン週間デジタルシングル（単曲）ランキングでは、2023年11月20日付のランキングで5,459DLを記録し6位に登場。同チャートへの登場回数は通算12週と、現レーベルに移籍して以降のシングルでは最多を記録しており、累計DL数も前4作を上回っている。

## 収録曲

### iTunes、レコチョク等
1. Ashes

作詞：越智志帆・jam、作曲：越智志帆・木崎賢治・宮田“レフティ”リョウ、編曲：宮田“レフティ”リョウ

## プロモーション・関連イベント

### 楽曲リリース前
ドラマ放送開始日の2023年10月15日より、TikTokでの先行配信および各音楽配信サイトのPre-Add / Pre-Saveの受付が開始。
また、FM802「THE NAKAJIMA HIROTO SHOW 802 RADIO MASTERS」の同年10月31日14時からの放送回にて、本楽曲がフル尺で初オンエア。これに先駆け、歌詞検索サービス「歌ネット」にて、楽曲の歌詞も公開された。

### 楽曲リリース後
2023年11月8日21時に、本楽曲の制作風景を収めたレコーディングドキュメント映像がYouTubeのSuperfly公式チャンネル上でプレミア公開された。
同年11月11日には、ユニバーサルミュージックジャパン公式サイト上にて、本楽曲に関するオフィシャルインタビューが公開された（当該ページへのリンクは後述参照）。
また、同年11月17日から2024年3月31日にかけて、本楽曲のリリースと先述の全国アリーナツアー再開を記念したポップアップカフェ『Superfly POP-UP CAFE “Heat Wave” × “Ashes”』を全国10都市にて開催された。